# مقاطعة نورثهامبتون (فيرجينيا)
 مقاطعة نورثهامبتون  (بالإنجليزية:  Northampton County)‏ هي إحدى المقاطعات في ولاية فيرجينيا في الولايات المتحدة الأمريكية.

## أعلام
- ميجنون هولاند أندرسون
- آرثر كرودوب
- أبل باركر أبشر